# 巨大肝蛭
巨大肝蛭（きょだいかんてつ、学名：Fasciola gigantica）とは、吸虫綱に属する寄生性の扁形動物の1種であり、熱帯性の肝蛭症を引き起こす。体長25～70mm、体幅5～12mm、虫卵は155～190×75～95μm。肝蛭症はアジアやアフリカにおける反芻類の扁形動物による寄生虫病の中で最も重要なものの1つとされる。いくつかの国ではその感染率は80〜100%程度と推測されている。
巨大肝蛭はウシやスイギュウに感染し、地域によってはヤギ、ヒツジ、ロバでの感染も認められる。寄生部位は肝臓実質や総胆管であるが、幼若虫が子宮や気管支、脳脊髄などに迷入する事がある。

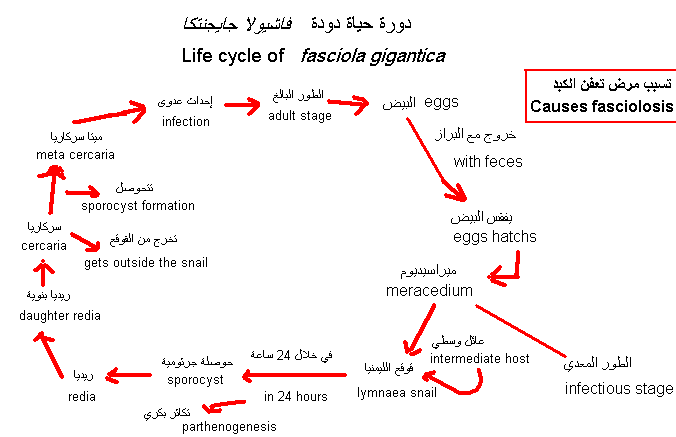
生活環

巨大肝蛭の最も重要な中間宿主はモノアラガイ Radix auriculariaである。